# أم شرشوح (حمص)
أم شرشوح هي قرية سورية تقع على ضفاف نهر العاصي، على بُعد 18 كم شمال مدينة حمص. القرية القديمة تقع على تل من سلسلة التلال الرومانية الغربية التي تمتد من الأردن إلى القسطنطينية شمالًا. هذه التلال كانت تستخدم في العهد الروماني للتواصل باستخدام الشعلة ليلاً والدخان نهارًا. تشتهر أم شرشوح بأراضيها الخصبة التي تتميز بتربة بركانية غنية، مما يجعلها منطقة زراعية مهمة.

## الاسم
سميت أم شرشوح بسبب خروج فرع (شرشوح باللغة السورية القديمة) من نهر العاصي الواقع غرب القرية مشكلاً فرعين تاركاً جزيرة صغيرة يسمونها «زوّية».

## جغرافيتها
تقع على ضفاف نهر العاصي شمال حمص بحدود 18 كم يحدها من الشرق تلبيسة والشمال الرستن والجنوب الغنطو والغرب تسنين، تقع بيوتها السكنية القديمة على التلة وتنقسم أراضيها إلى أراضي سهلية ذات تربة حمراء بركانية شرقية تروى من قناة الري القادمة من سد بحيرة قطينة وأراضي بساتين إلى الغرب في وادي النهر تسقى من ساقية السعن القادمة من عين الفاقة الواقع جنوب القرية، الأراضي الوعرة تقع شمال غرب القرية على ضفاف النهر، يوجد في القرية نبعان أساسيان نبع عين الغربية ويستعمل للغسيل والأغراض المنزلية وو نبع عين الشرقية ويستعمل للشرب وقديماً كان أهالي القرية يشربون من العاصي وليس من العيون، و حديثا يشربون من خط مياه حماة القادم من أعالي نهر العاصي.

## سكانها
يبلغ حالياً عدد سكانها ما يقارب 1600 نسمة وفي عام 1970 كان عدد سكانها 750 نسمة وهم من طائفة الروم الأرثوذكس ، لم تعرف أم شرشوح الإقطاع على مدى تاريخها فكان سكانها مالكين لأراضيهم يعملون فيها ويزرعونها بأنفسهم. كان سكانها قديما يتعلمون بالمدرسة الأرثوذكسية التابعة للكنيسة والكثير منهم يتقن اللغة الفرنسية وبعد إنشاء الجامعات كانوا من أوائل الجامعيين ومن أوائل متعليميها الجامعيين ابتداء من العام 1964 الطبيب راشد عساف والكيميائي عبد الله الفارس والمحاسب القانوني عيسى الفارس والمدرس عيسى الخوري.

## تاريخها
يعود تاريخ موقع القرية إلى عهد قديم أقل تقدير 700 قبل الميلاد، وقد ظهر في الحفريات وجود عظام بشرية محروقة وأبنية مهدمة تحت أبنية البلدة القديمة، ووجدت غرفة جُمعت فيها رؤوس مقطوعة مما يدل على تعرضها لغزو الآشوريين حيث كانت عادة الآشوررين عند غزو البلدات يقطعون رؤوس زعمائها ويجمعوهم في مكان واحد دليل انتصارهم. وبعد الفتح العربي بقيت القرية خربة مهجورة حتى القرن العاشر الميلادي حيث بنيت من جديد على أيدي القادمين من آسيا الصغرى(تركيا حالياً) في حملات باسيلوس الثاني ويوانيس تزميسكس.(966-1070). ويتميز بنائها القديم بالطابع الهلليني – الروماني(البيزنطي). وما يزال أهلها يحافظون في احتفالاتهم على الدبكة الهللينية (اليونانية)، كما في مدينة محردة وقرى وادي العاصي الشمالية.

## معالم
- الطاحون: يوجد فيها طاحونة مساحتها 183 م²، على جزيرة (زويّة) في نهر العاصي بنيت عام 1919م، ويتصل بها جسر حجري قديم.
- كنيسة قديمة: في أعلى التلة بنيت عام 1889م من قبل عيد حنا السوسان من الحجر الأزرق على الطراز البيزنطي. وبجانب الكنيسة ساحة كانوا يسمونها (المسرح) تجري بها منافسات بين الشباب وبشكل أساسي مصارعة رومانية (حيث كان كل متصارع يرفع يده اليمنى ويخفض يده اليسى ويمسك بمنافسه بهذه الطريقة والفائز من يسقط خصمه أولاً).
- يكثر فيها شجر الزيزفون ذو الرائحة العطرية، وأشجار الصفصاف والحور. وتشتهر بزراعة اليانسون حتى لقبت بعاصمة اليانسون.

## الحرب الأهلية في سوريا
تعرضت قرية أم شرشوح لهجمات إرهابية عديدة أدت لتهجير سكانها في عام 2013، وتبادل الجيش وقوات المعارضة (بشكل أساسي جبهة النصرة) السيطرة على البلدة الاستراتيجية، فتحولت مع قرى سنيسل والسعن الأسود إلى خط جبهة شهد اشتباكات عنيفة وقصف متبادل ودمار كبير في البناء والزرع. وفي عام 2018 تمكن الجيش السوري من استعادة السيطرة على البلدة، وبدأ السكان بالعودة وإعادة بناء قريتهم المدمرة.